# Heterodisca scardamiata
Heterodisca scardamiata là một loài bướm đêm trong họ Geometridae.